# Campanar de Santa Maria de Vallcebre
El Campanar de Santa Maria de Vallcebre és una obra de Vallcebre (Berguedà) protegida com a Bé Cultural d'Interès Local.

## Descripció
El campanar és una construcció exempta que es troba al centre d'una plaça que es va configurar al voltant d'aquest. És un campanar de planta octogonal, fruit d'una secció quadrangular amb les arestes en forma de xamfrà. Té uns 20 m d'alçada total. Té una finestra a la planta baixa i un accés amb doble porta per la banda de llevant, i quatre obertures al pis superior, on hi ha la campana. Està cobert amb una teulada de teula àrab de quatre vessants que queda suportada sobre una volta d'aresta de rajols. L'obra és de paredat de pedra amb cantoneres ben marcades i amb elements de maó, com els muntants i arcs de les obertures excepte les del pis superior que són de pedra.
L'accés es fa a través d'una porta petita amb llinda situada a la façana sud, i que es troba al costat d'una portalada més ampla, d'arc de mig punt de maó posat a plec de llibre i amb arc de descàrrega a la part superior. Aquesta portalada dona accés a un petit espai coberta amb volta de creueria amb petxines i que seria una antiga capella lateral. La porta d'entrada és amb llinda horitzontal i permet l'accés al cos d'escala que porta al pis superior, on es troba la campana. L'escala és de 8 trams (dos pisos), amb el darrer tram obert i al que s'accedeix a través d'una portella. El darrer pis, presenta quatre finestres d'arc de mig punt, i en la de sud-oest hi ha penjada la campana.
La campana és de bronze, feta pel fonedor Juan Bautista Roses Soler (Atzeneta d'Albaida) l'any 1945, i pesa 271 Kg. El jou de la campana és de planxa de ferro amb l'anagrama marià retallat a la part central i amb un ocell també de planxa a la part superior. L'accionament de la campana és manual, mitjançant una corda.